# Ciclone Guba
O ciclone Guba (designação do JTWC: 02P, também conhecido como ciclone tropical intenso Guba) foi um ciclone tropical que causou 170 mortes e danos avultados em Papua-Nova Guiné. Sendo o primeiro sistema nomeado da temporada de ciclones na região da Austrália de 2007-08, Guba formou-se em 13 de Novembro de 2007 perto da ilha de Nova Guiné e alcançou a força de um ciclone tropical no dia seguinte. O nome Guba foi dado pelo Centro de Aviso de Ciclone Tropical (CACT) de Port Moresby, Papua-Nova Guiné. Entretanto, na maior parte de seu período de existência, Guba esteve presente na área de responsabilidade do CACT de Brisbane, Austrália. Guba deslocou-se sem rumo na porção norte do Mar de Coral nos dias seguintes, alcançando a força de um ciclone tropical categoria 3 (escala australiana) em 16 de Novembro. O ciclone foi uma ameaça para a Península do Cabo York, Austrália, mas nunca atingiu a região, tendo se dissipado em 20 de Novembro.

## História meteorológica

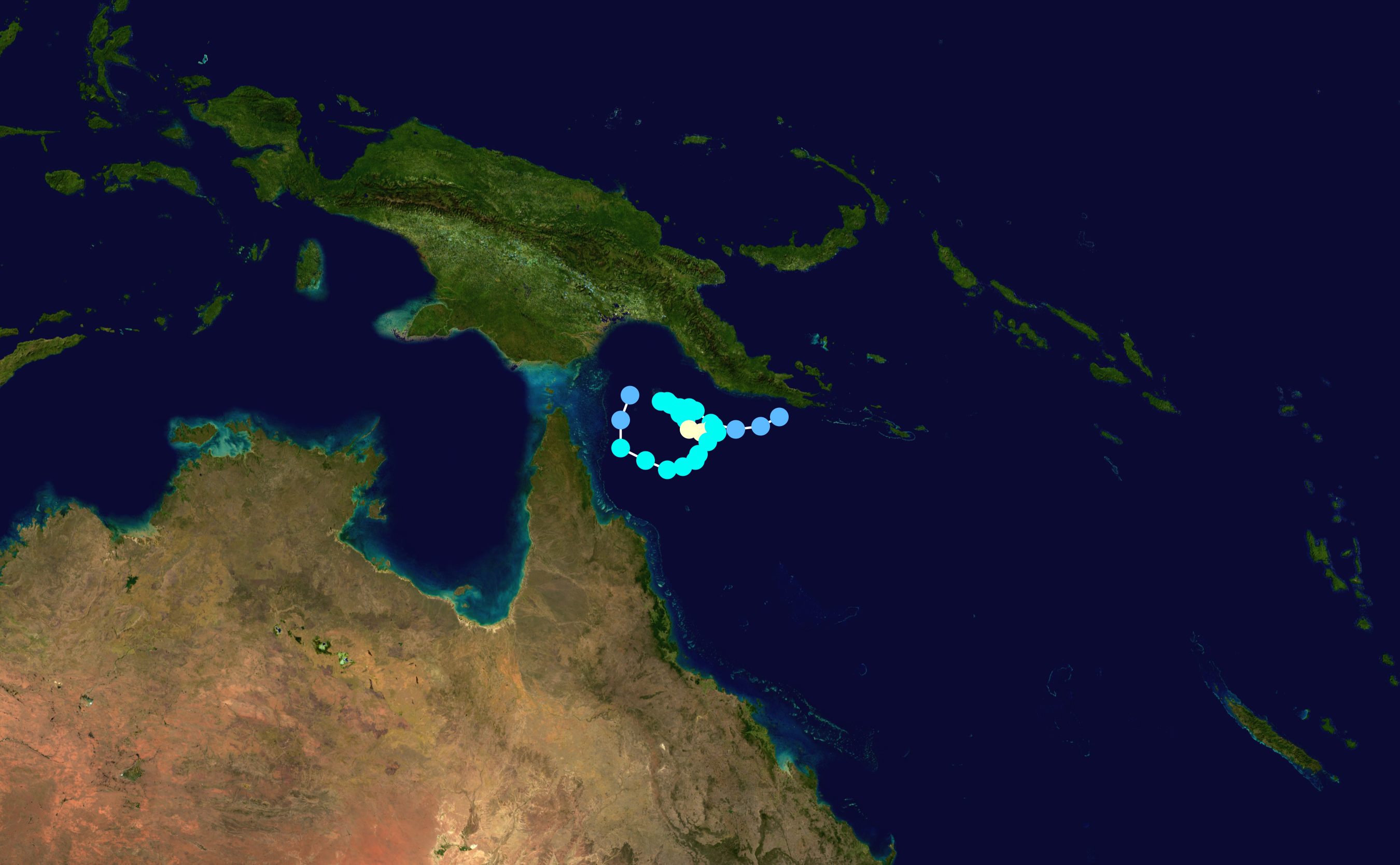
O caminho de Guba

O Centro de Aviso de Ciclone Tropical (CACT) de Brisbane, Austrália começou a emitir avisos sobre uma área de baixa pressão tropical que estava localizada perto de Papua-Nova Guiné em 13 de Novembro de 2007. Ao mesmo tempo, o Joint Typhoon Warning Center emitiu um alerta de formação de ciclone tropical (AFCT) sobre o sistema. Depois, ainda no mesmo dia, o JTWC emitiu seu primeiro aviso, designando o sistema como o ciclone tropical "02P". Pouco depois, o CACT de Brisbane começou a emitir avisos regulares sobre a área de baixa pressão tropical no começo da madrugada de 14 de Novembro. Ao mesmo tempo, foi emitido um alerta de ciclone para a costa norte da Península do Cabo York e também para as comunidades em ilhas costeiras. Pouco depois, o CACT de Brisbane classificou a área de baixa pressão como o ciclone tropical Guba, sendo que o nome "Guba" foi dado pelo CACT de Port Moresby. O nome Guba é um nome masculino em Papua-Nova Guiné e significa "um aguaceiro no mar". Guba deslocou-se sem rumo próximo à costa de Queensland nos dois dias seguintes. Os alertas e avisos de ciclone foram cancelados assim que era previsto que Guba seguiria lentamente sobre o mar. Guba começou a se deslocar para o sul e a intensificar em 16 de Novembro, tornando-se um ciclone tropical categoria 3 na escala australiana de ciclones tropicais. Guba foi um ciclone tropical pequeno, porém intenso, formando um olho bem definido. Guba começou a se enfraquecer em 17 de Novembro e foi "rebaixado" para um ciclone tropical categoria 2. Depois de ter sido "rebaixado" para um ciclone tropical categoria 1 em 18 de Novembro, o sistema começou a se deslocar mais rapidamente em direção à oeste, em direção à costa de Queensland. Alertas e avisos de ciclone tropical foram declarados novamente em 19 de Novembro assim que foi previsto que o ciclone iria se aproximar da costa e se intensificar. Entretanto, isto nunca se concretizou assim que Guba começou a mover-se para o norte logo depois. Com a mudança da direção de deslocamento, Guba poupou a costa australiana. Posteriormente, o ciclone começou a se deslocar para o nordeste enquanto continuava a se enfraquecer. O CACT de Brisbane "rebaixou" Guba para uma área de baixa pressão tropical] e emitiu seu último aviso sobre o sistema em 20 de Novembro.

## Impactos
As enchentes em Papua-Nova Guiné deixaram no mínimo 170 fatalidades. Na província de Oro, cerca de 2.000 pessoas tiveram que ser retiradas devido às inundações. Estradas, pontes e cerca de 40 casas foram arrastadas pelas enxurradas. Na capital da província, Popondetta, o suprimento de água potável e de eletricidade foram cortados e os equipamentos associados foram severamente danificados. O acesso por terra à cidade foi totalmente bloqueado. Todos os voos com saída ou destino em Popondetta foram cancelados durante a passagem do ciclone. O distrito de Rabaraba na província de Milne Bay também foi atingida pelas inundações; cerca de 30 casas e estufas de alimentos foram arrastados pela enxurrada, forçando a retirada de 100 pessoas. O Governo de Papua-Nova Guiné disse que mais de 145 000 pessoas foram afetadas pelas inundações na província de Oro. Seis dias de chuvas torrenciais deixaram danos calculados em $200 milhões de Kinas ($71,4 milhões de dólares americanos. As chuvas torrenciais foram as piores dos últimos 30 anos, de acordo com o povo local.

## Após a tempestade
O governo declarou estado de emergência para a província de Oro. O Governo de Papua-Nova Guiné liberou $50 milhões de kinas para ajudar as comunidades provincianas. As Forças Armadas de Papua-Nova Guiné e autoridades locais das Nações Unidas ajudaram nos esforços de ajuda, de re-habitação e de reconstrução. A Austrália doou $1 milhões de dólares australianos em ajuda humanitária para as regiões afetadas. Cinco aviões da Força Aérea Real Australiana, três helicópteros do Exército Australianoe um veículo da Marinha Real Australiana e outros pessoas da forças armadas australianas foram enviados para ajudar nos esforços de emergência. Suprimentos, como comprimidos purificadores de água, água potável, abrigos emergenciais, cobertores e geradores de eletricidade. A AusAID organizou uma missão para contabilizar os danos na infraestrutura e para reportar as ajudas prioritárias.

## Recordes
Guba foi o primeiro ciclone tropical nomeado pelo CACT de Port Moresby, Papua-Nova Guiné, desde o Ciclone Epi, em 2003. Guba também foi o primeiro ciclone tropical a se formar em Novembro desde 1977.